# اسدالله کرمانی
اسدالله کرمانی (درگذشت ۸۹۲ه‍.ق) نستعلیق‌نویس که در خطوط ششگانه هم تبحر داشت از خوشنویسان قرن نهم است که مدتی را در عثمانی گذراند.
او هم خط نسخ و ثلث را خوش می‌نوشته و هم نستعلیق را. در کتاب مناقب هنروران (تالیف: سال ۹۹۵ه‍.ق) آمده از آنجای که او در زمان درگذشت میرعلی هروی خردسال بوده نمی‌توان او را شاگرد میرعلی دانست و او را در نستعلیق از شاگردان عبدالرحیم انیسی خوارزمی و کاتبی متین القلم می‌داند. 
در کتاب تحفة الخطاطین آمده که اسدالله کرمانی منسوب به کرمانشاه است و او را از شاگردان محمد کرمانی می‌داند و معتقد است که بر شیوه یاقوت مستعصمی می‌نوشته. در کتاب مصورالخط العربی ضمن صحه بر شاگرد محمد کرمانی بودن، آمده اسدالله کرمانی به‌سرزمین عثمانی مهاجرت کرده و مدتی در آنجا اقامت گزید.
احمد قره حصاری (متولد ۸۳۷ ه‍.ق) ملقب به ملا شمسی بیقره حصاری از خوشنویسان عثمانی یکی از شاگردان اوست. 